# Glorieta de Cervantes (Sevilla)

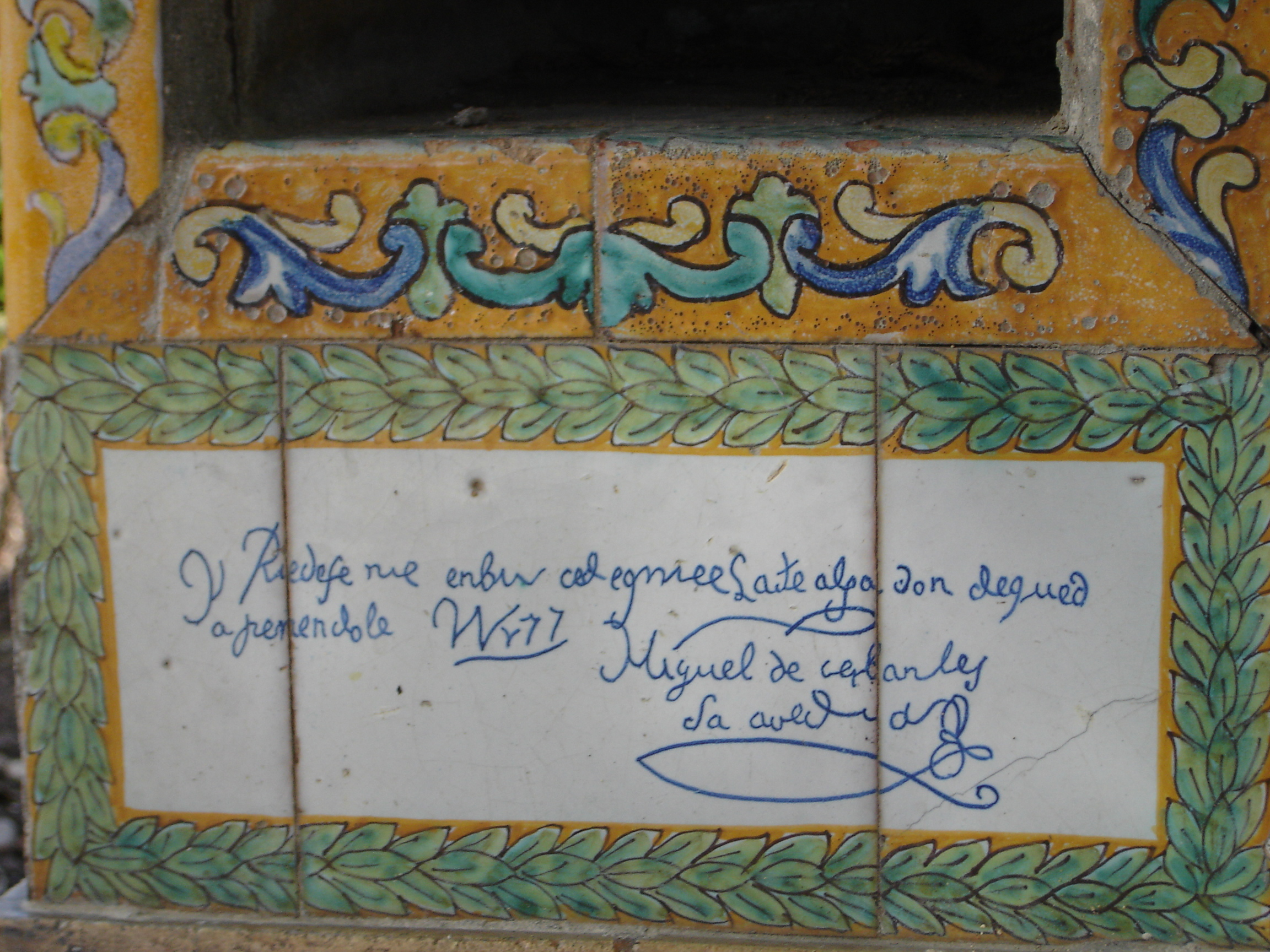
Parte parcial de anaquel con firma de Cervantes.

La Glorieta de Cervantes es un pequeño espacio incluido dentro de la Plaza de América frente al Pabellón Real, que a su vez está ubicada al sur del Parque de María Luisa de Sevilla.

## Descripción
La glorieta forma un octógono. Sus cuatro bancos están recubiertos de azulejos realizados con la técnica de la cuerda seca con escenas de «Don Quijote de la Mancha» que fueron realizados en los talleres de Manuel Ramos Rejano por Pedro Borrego Bocanegra. También hay dos anaqueles que indican fechas y lugares importantes en la vida del homenajeado, Miguel de Cervantes Saavedra. Encima de estos anaqueles se encontraban estatuas de Don Quijote y Sancho realizadas por Eduardo Muñoz, que fueron sustraídas y reemplazadas por reproducciones en 2021.
La glorieta fue realizada en 1913. Fue restaurada en 2021.
En el centro de la glorieta hay una araucaria (Araucaria cunninghamii).
La glorieta de Cervantes, al igual que la plaza de América donde se sitúa, fue proyectada por el arquitecto sevillano Aníbal González Álvarez-Ossorio.
Cerca está la Glorieta de Rodríguez Marín, especialista en la obra de Cervantes. Al otro lado está el Museo Arqueológico.

## Galería de imágenes

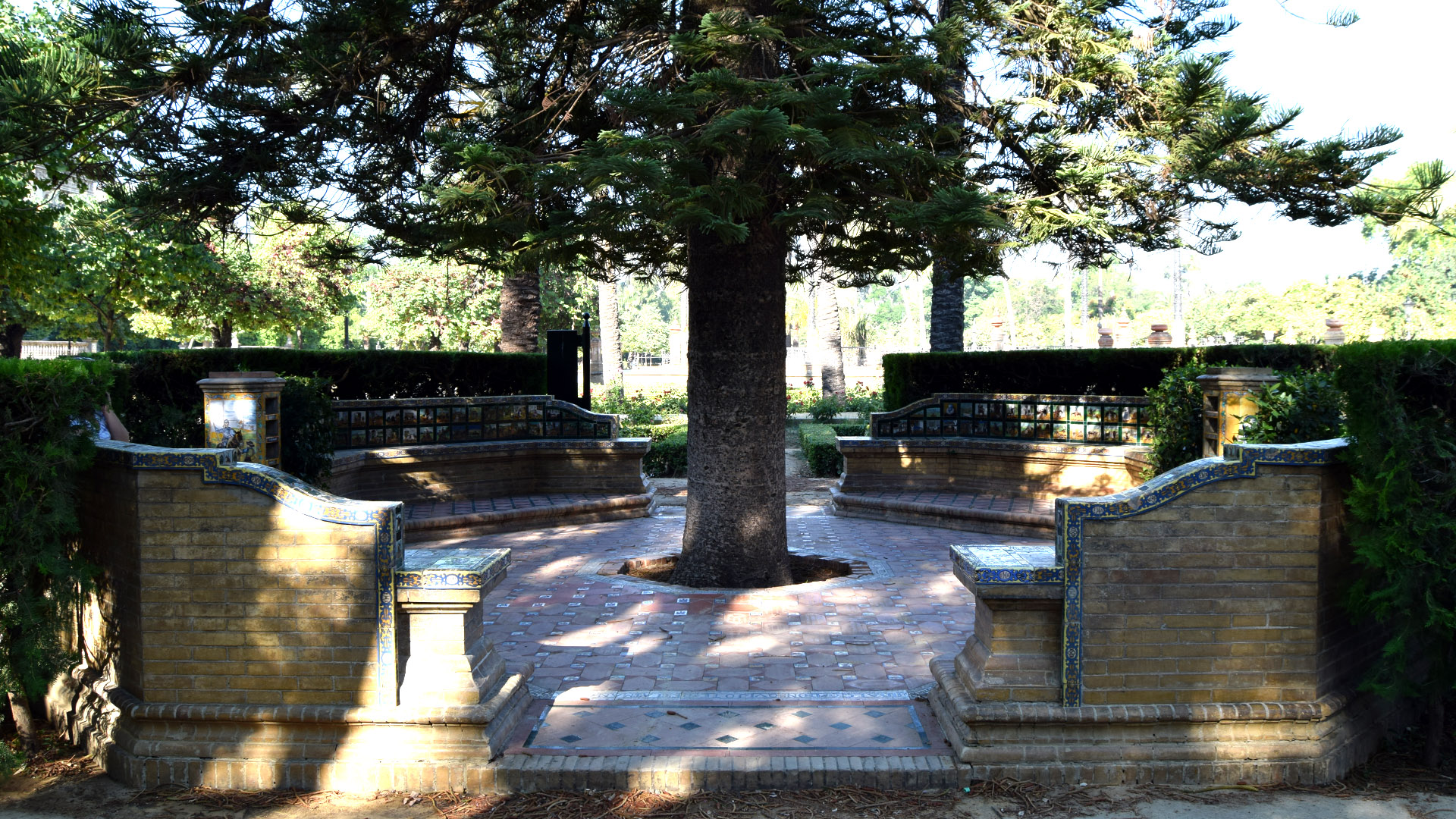
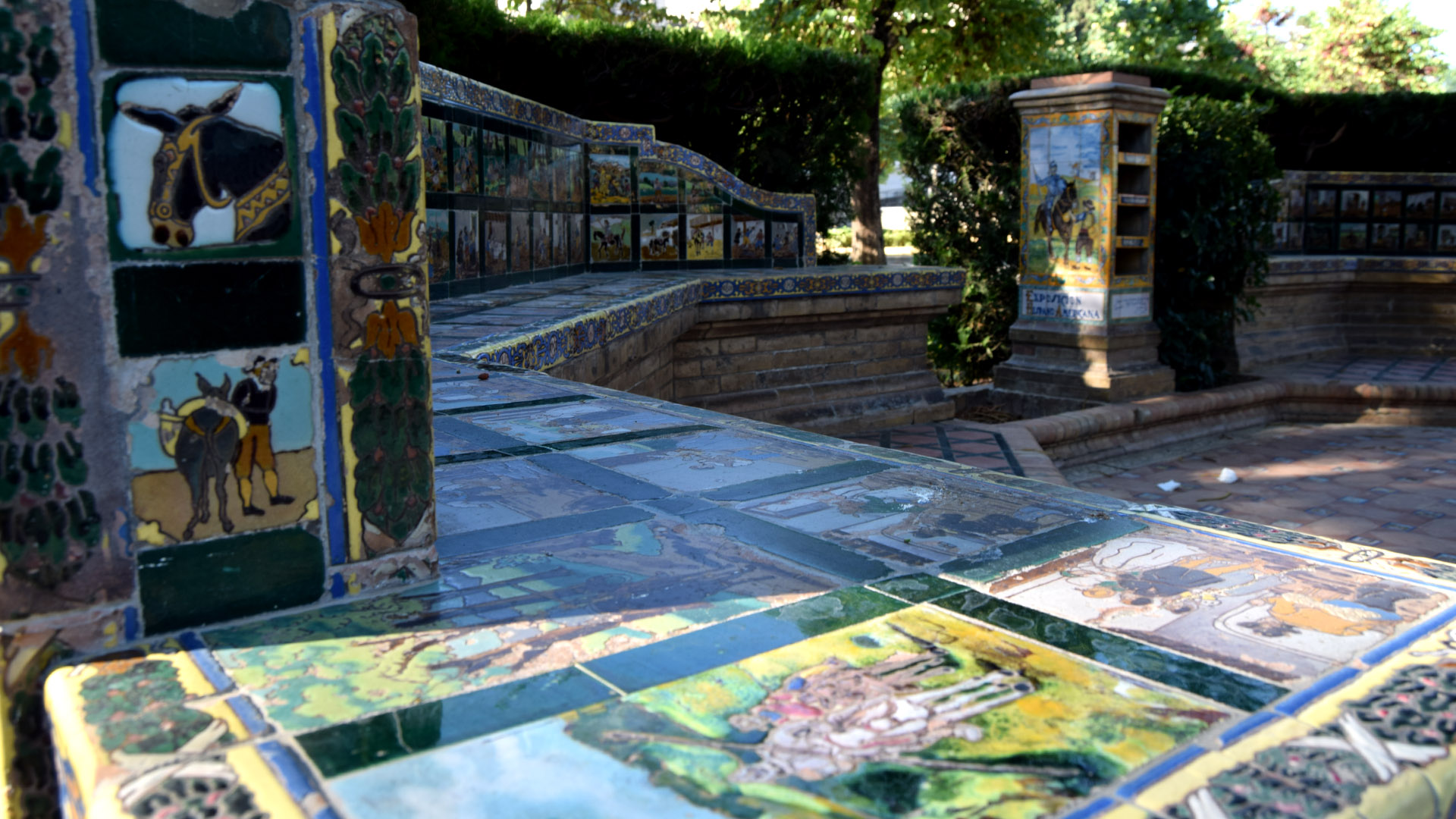
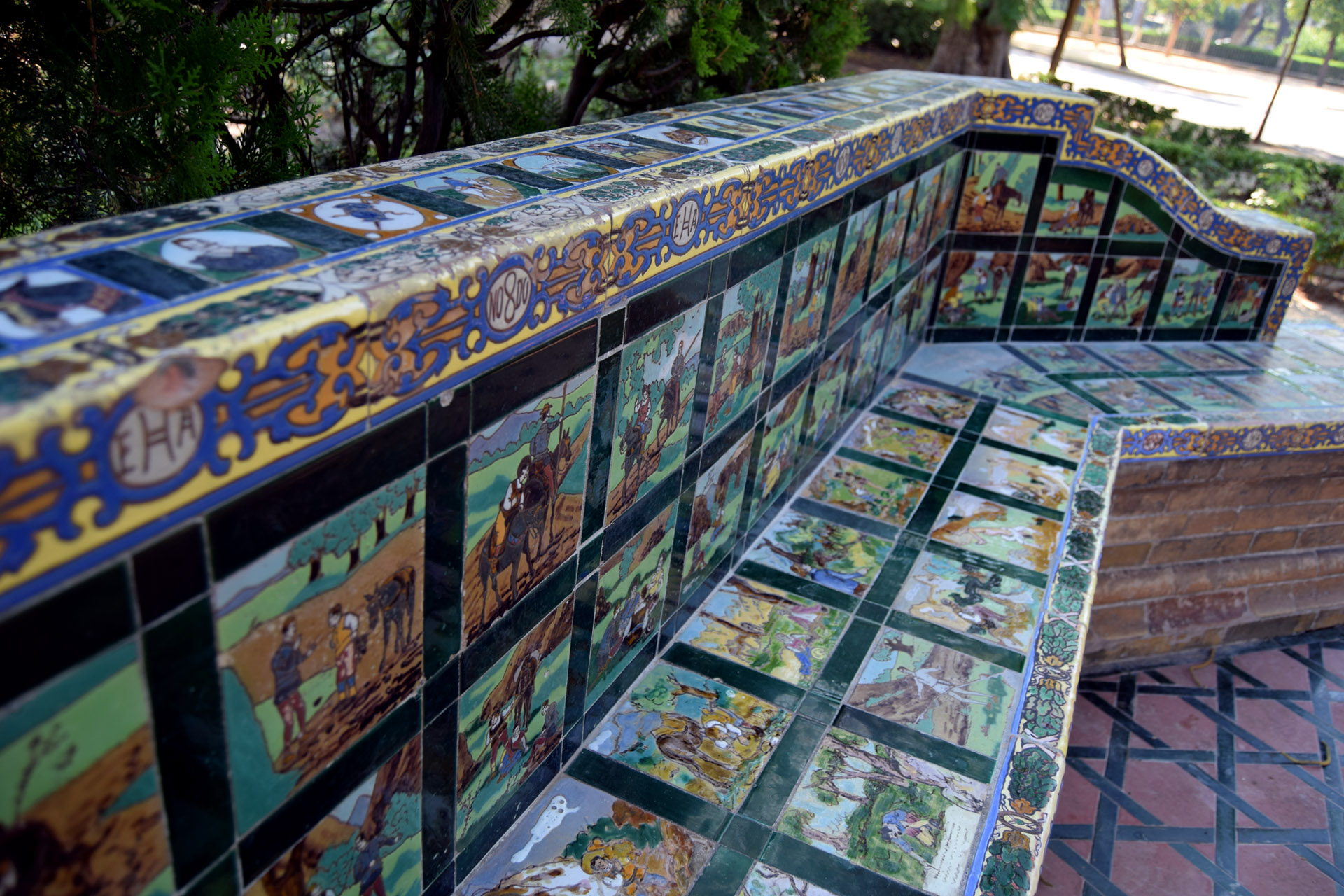
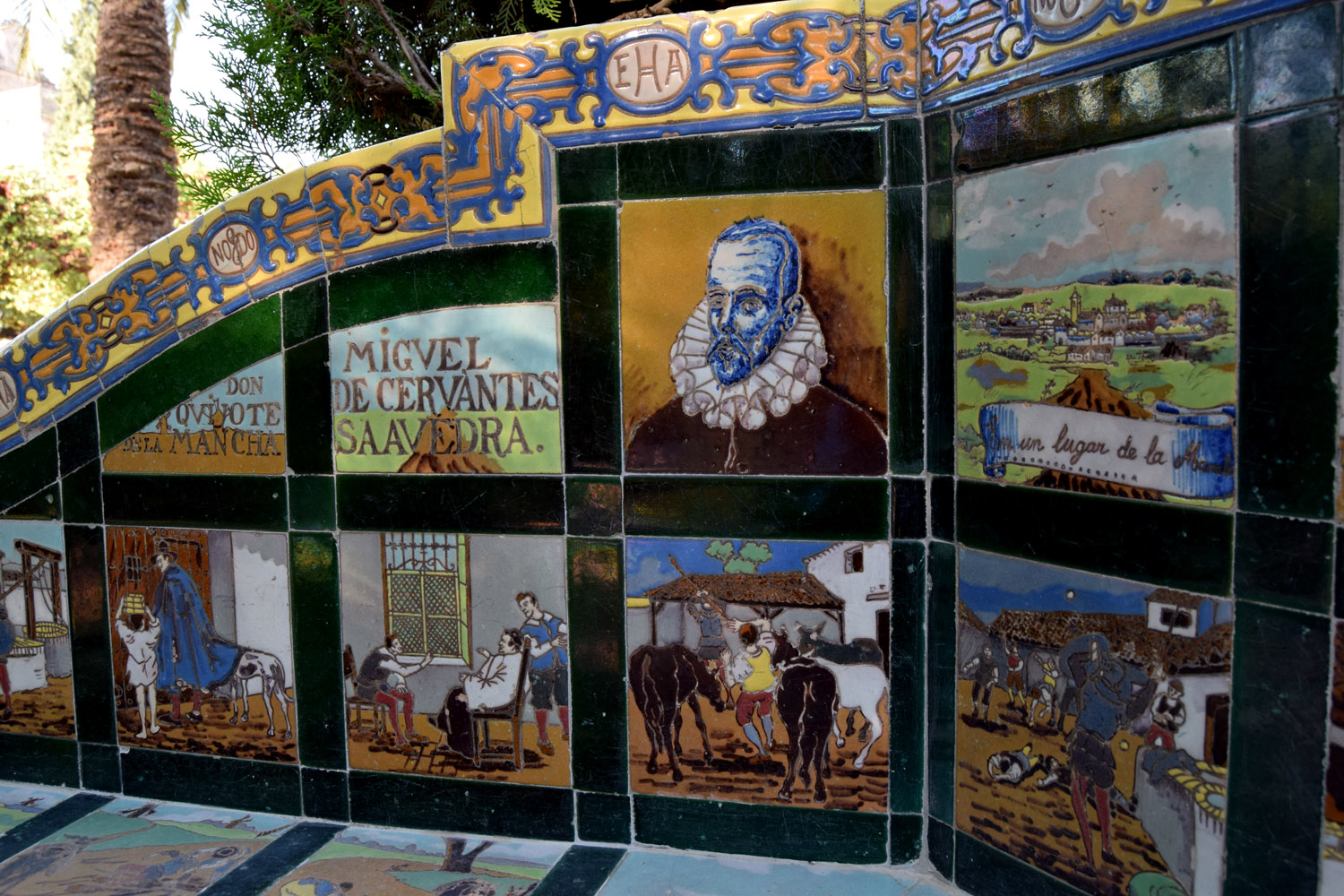
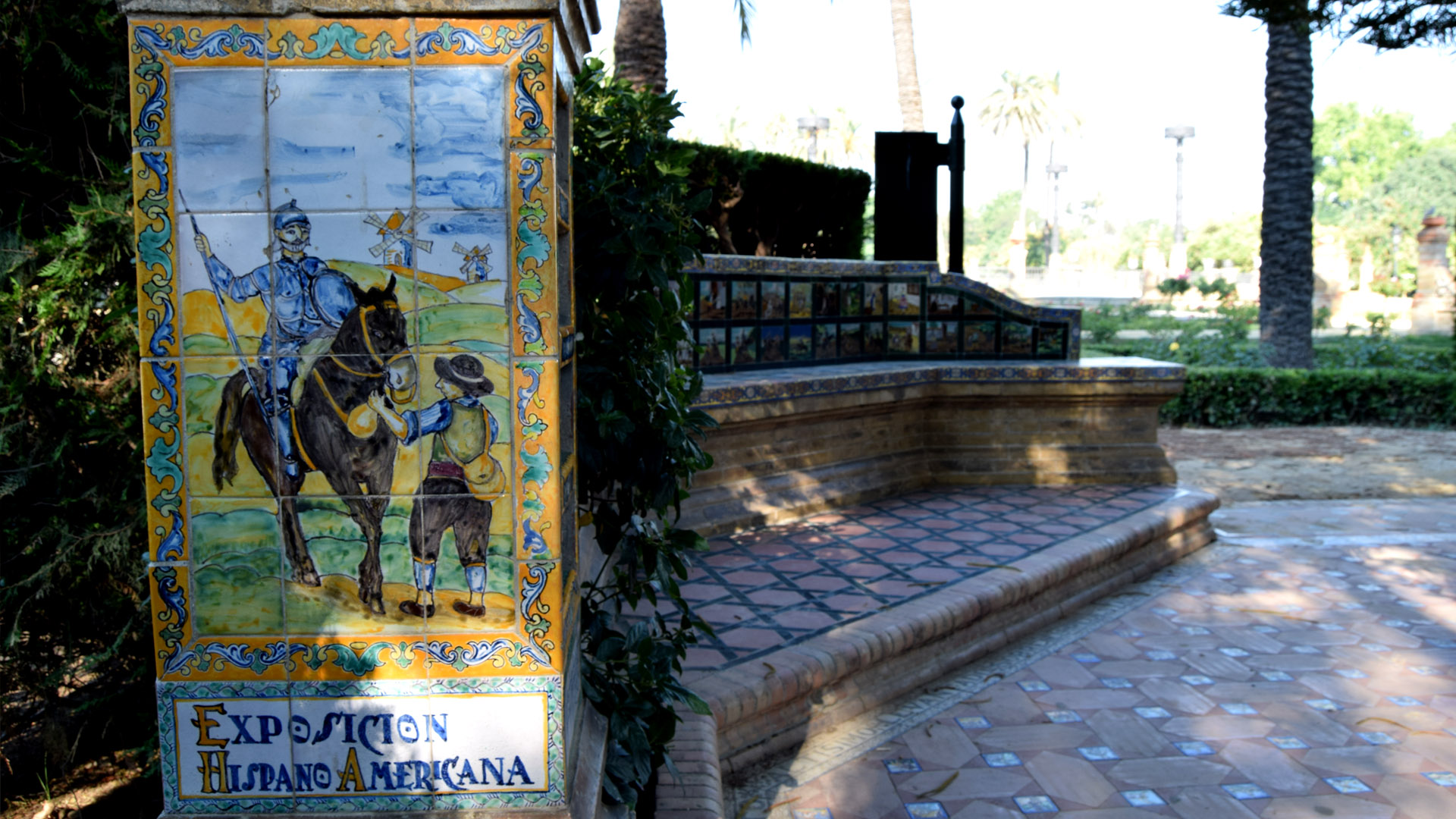
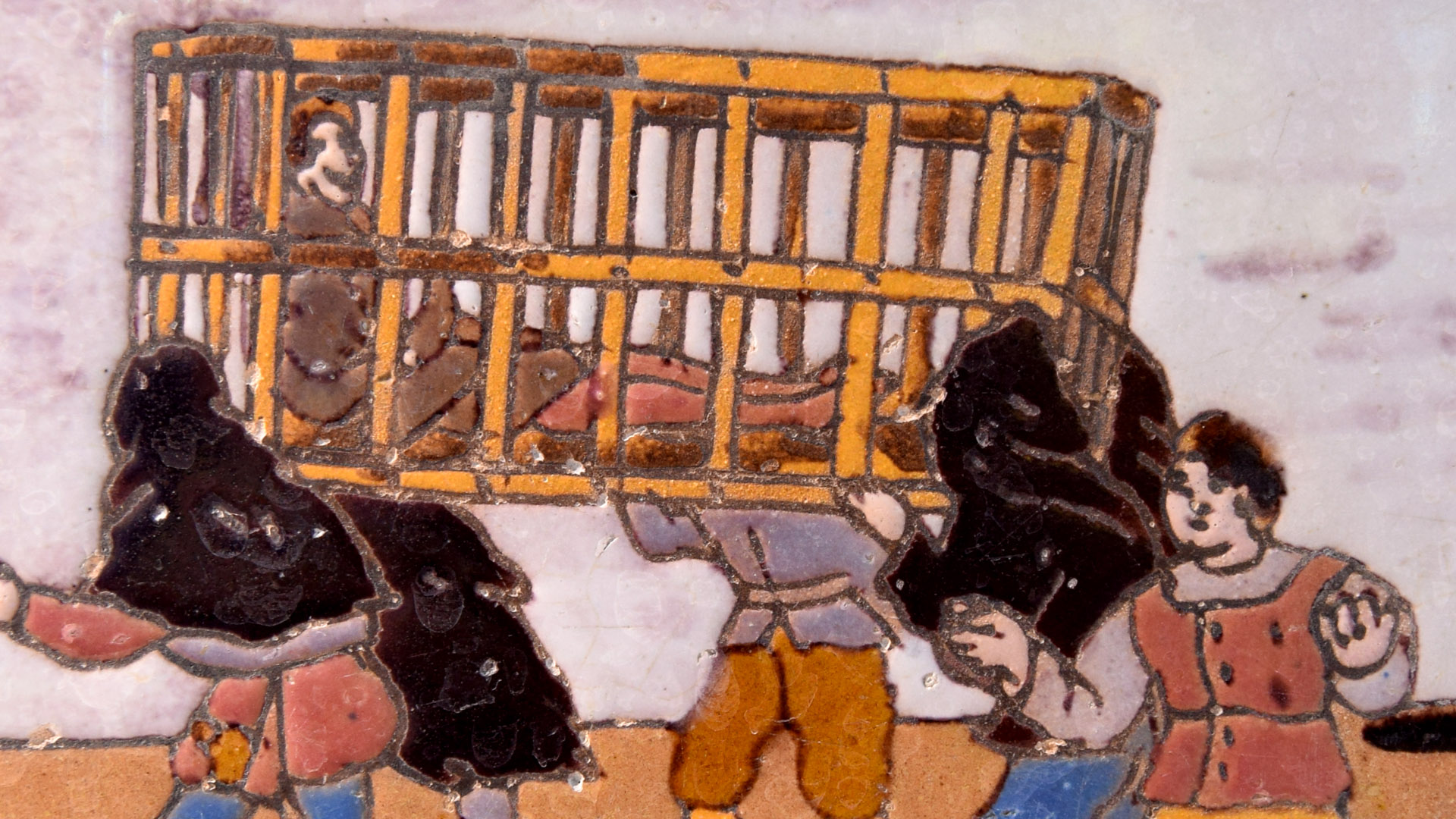
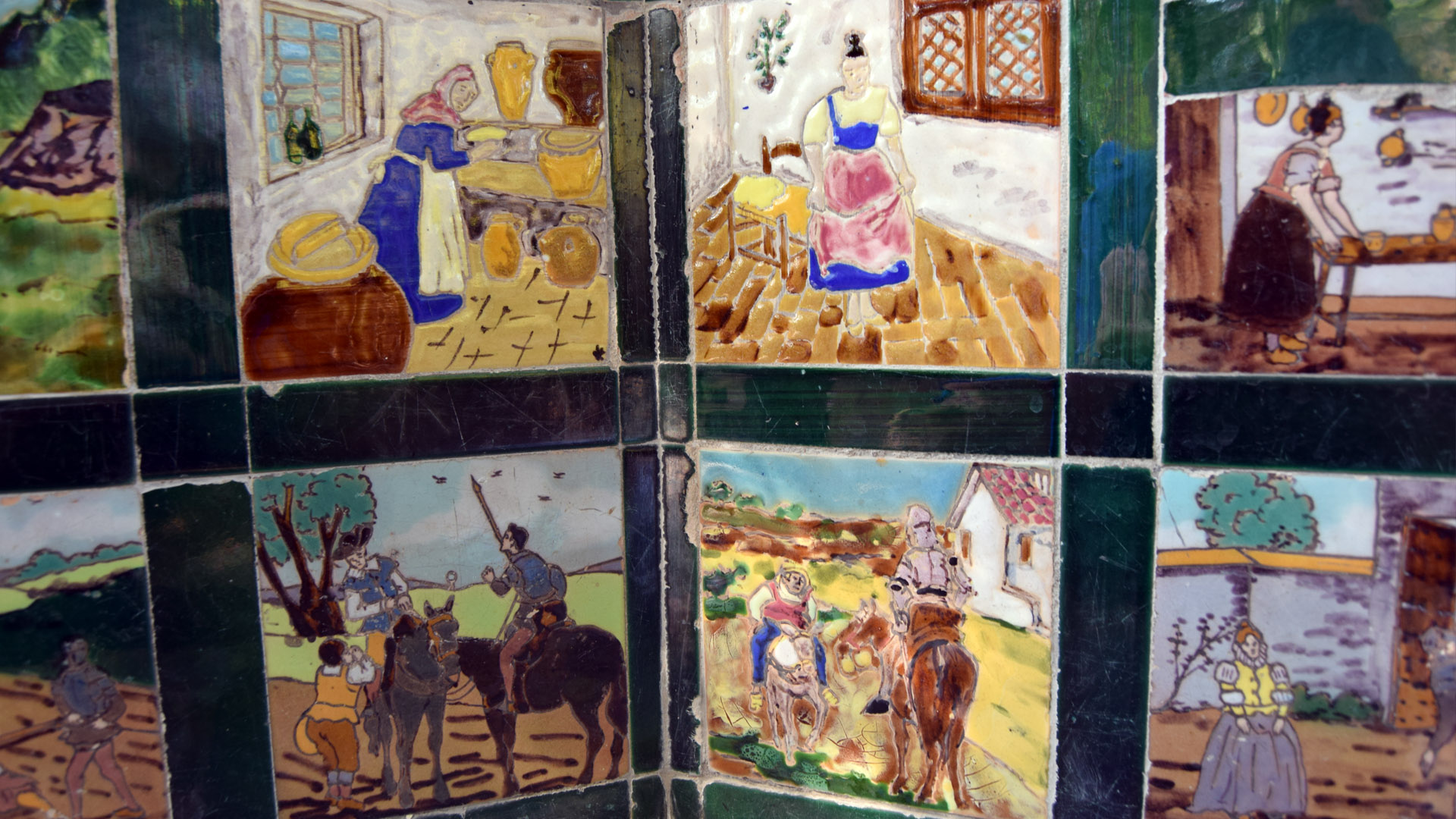
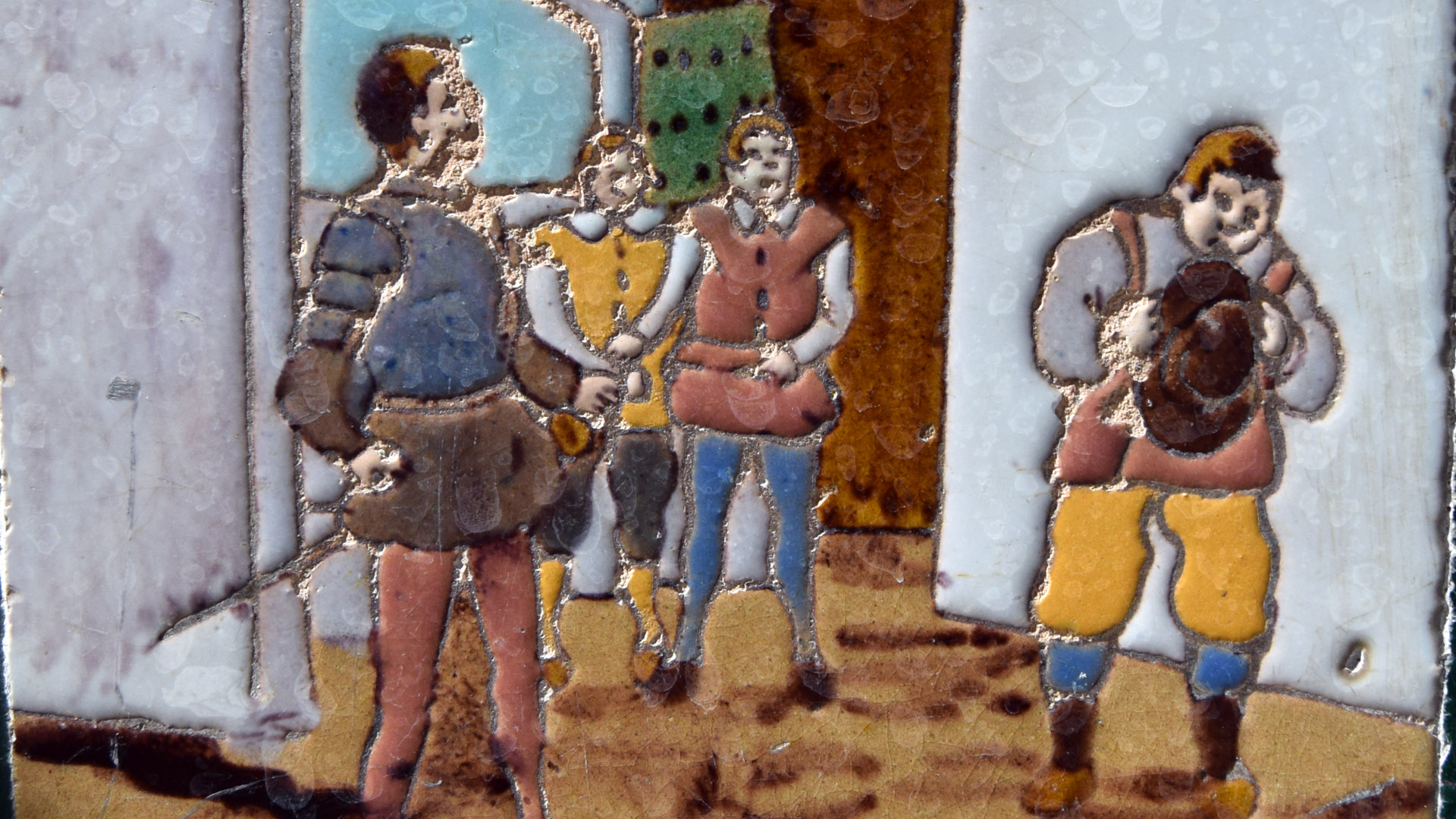
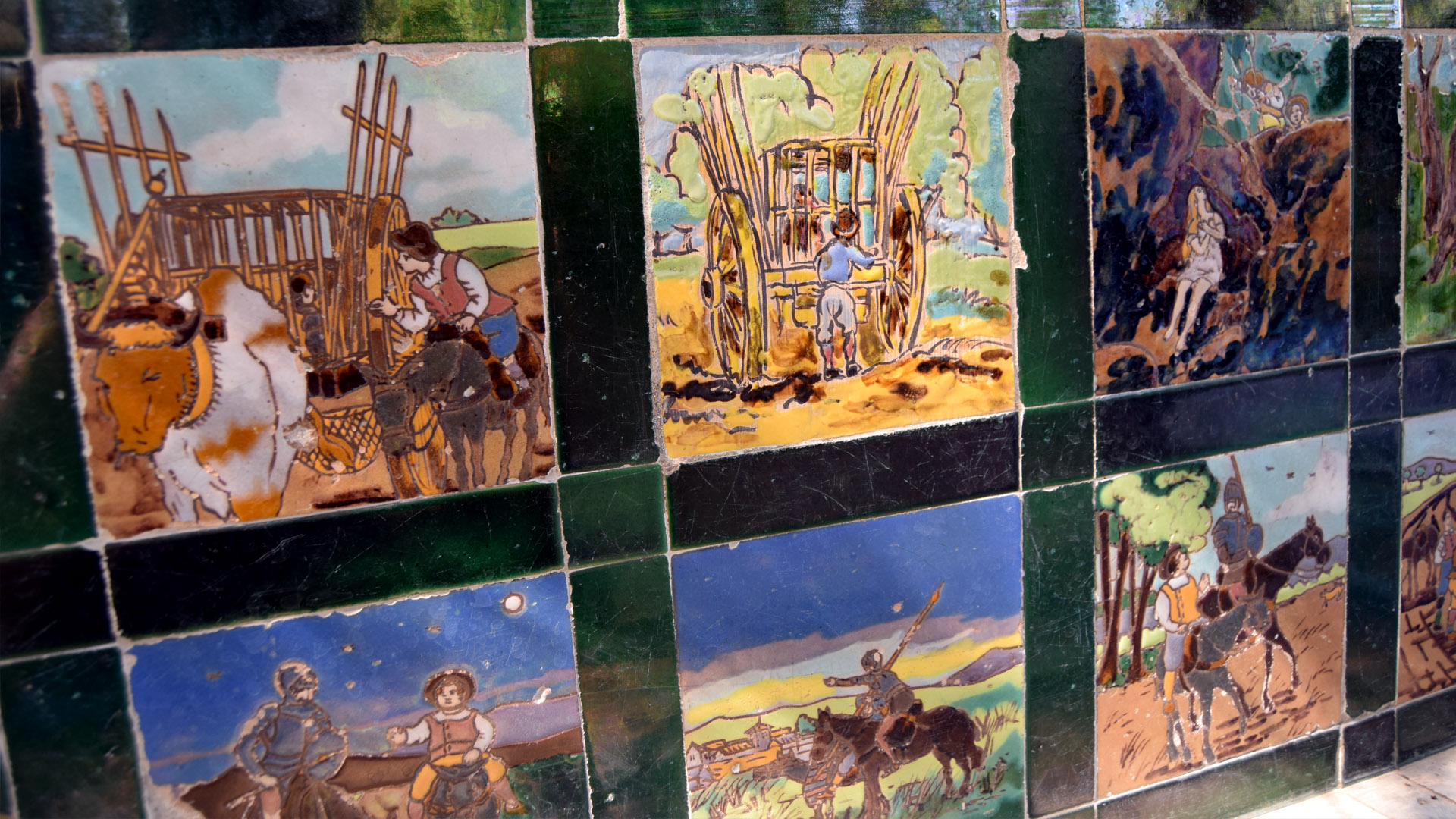
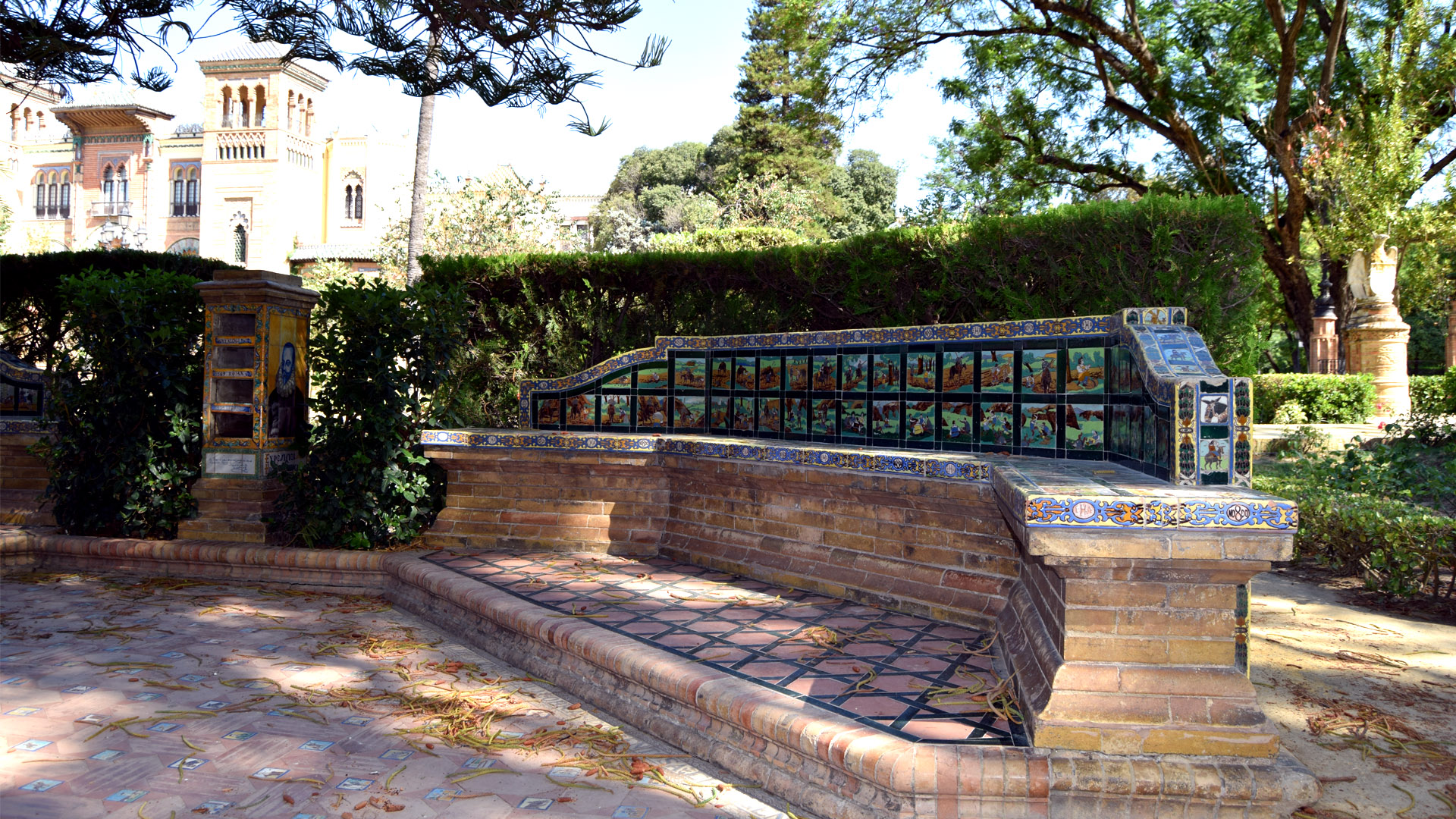
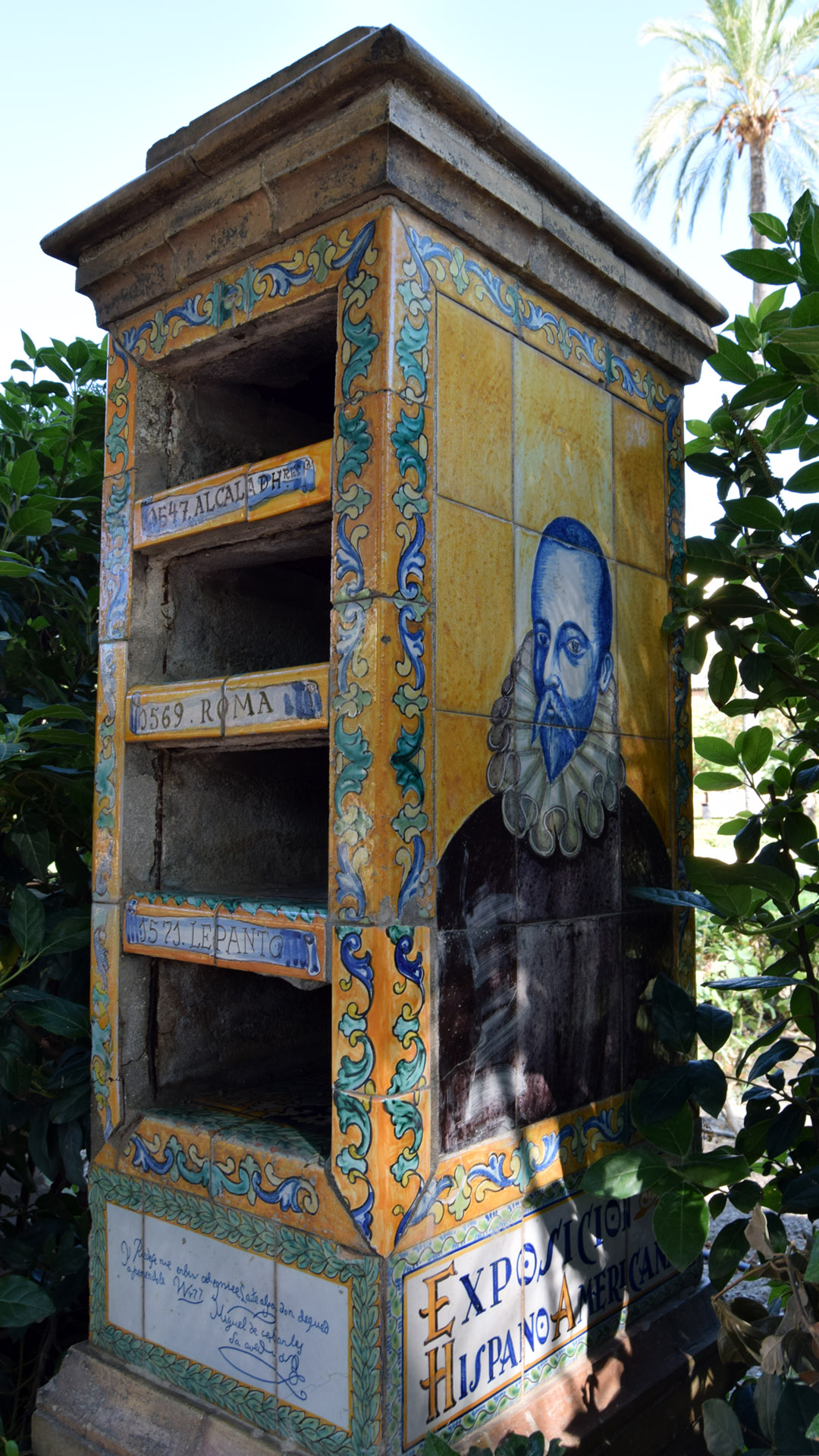
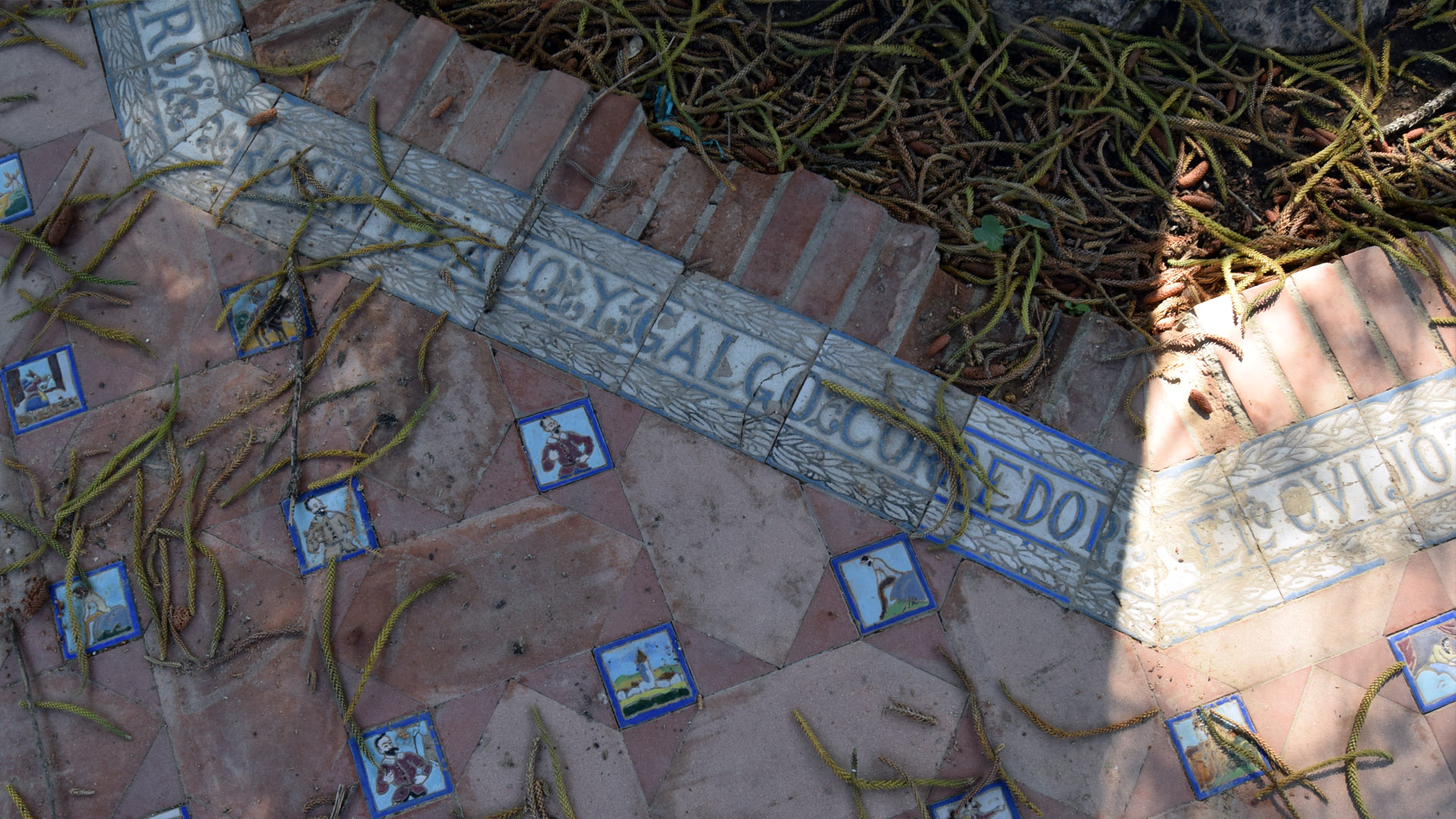
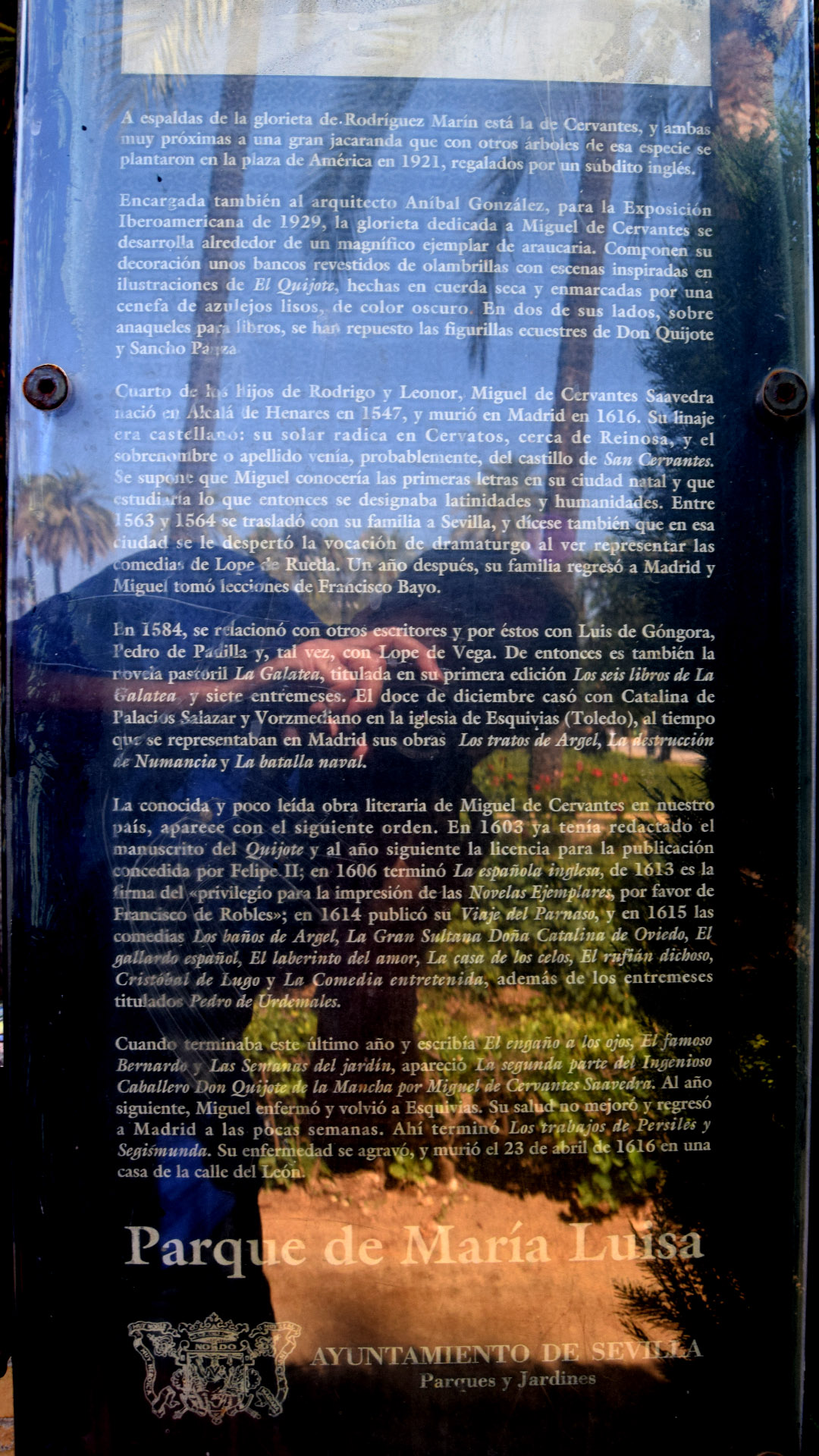
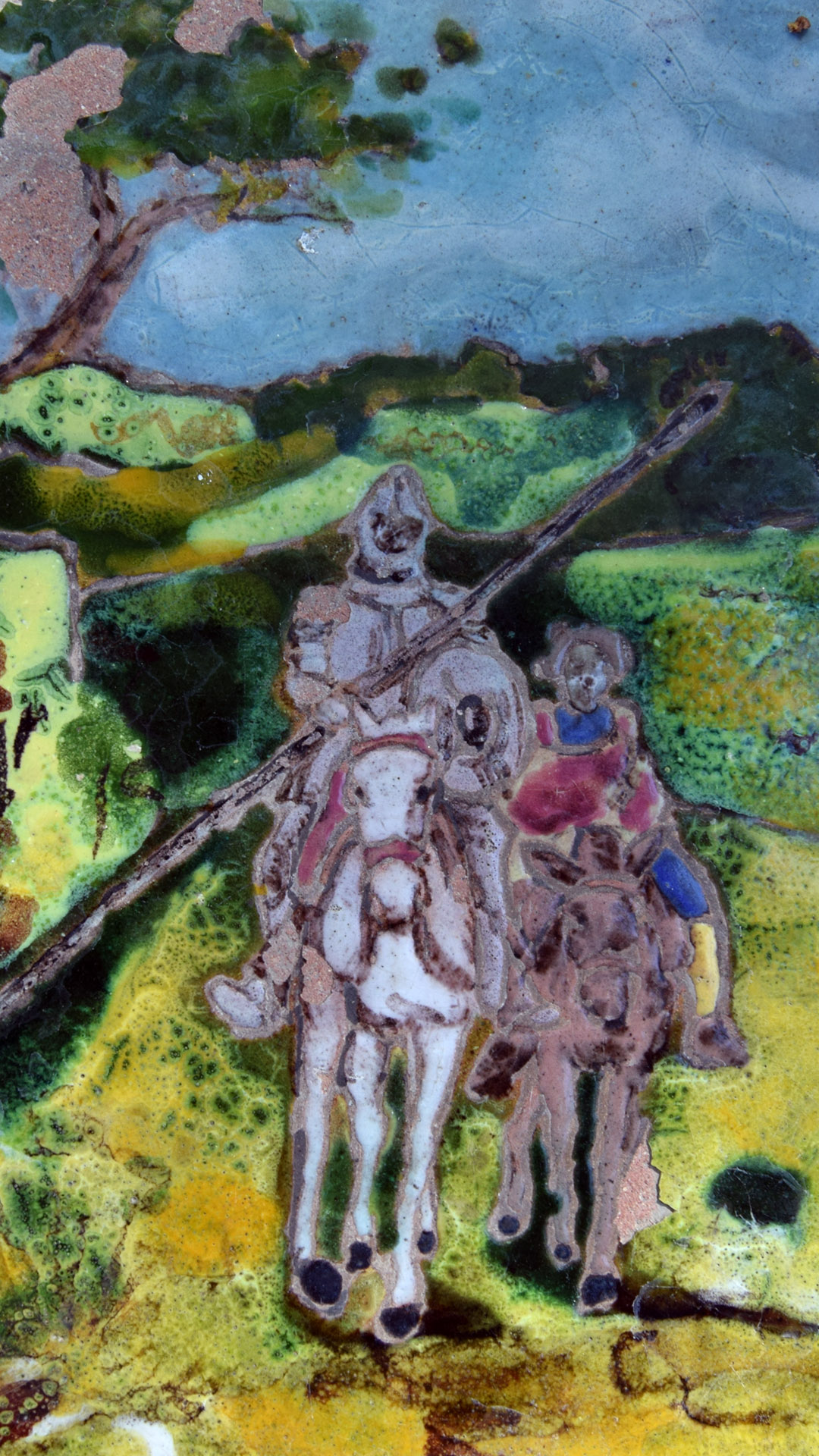